# Werner Klän
Werner Klän (* 13. Mai 1952 in Wuppertal) ist ein deutscher lutherischer Theologe.

## Leben
Klän war von 1982 bis 1985 Wissenschaftlicher Mitarbeiter an der Lutherischen Theologischen Hochschule Oberursel (LThH) der Selbständigen Evangelisch-Lutherischen Kirche (SELK) und wurde 1984 an der Universität Münster zum Dr. theol. promoviert. Von 1985 bis 1988 war er Pastor in Münster, anschließend Wissenschaftlicher Mitarbeiter an der Universität Münster, wo er sich 1993 für das Fach Kirchengeschichte habilitierte. Im selben Jahr übernahm er zunächst vertretungsweise die Professur für Systematische Theologie an der LThH. Von 1996 bis 2003 war er Professor für Kirchengeschichte, von 2003 bis zur Emeritierung 2018 Professor für Systematische Theologie. Seit 2012 ist er zudem außerordentlicher Professor an der Theologischen Fakultät der Universität Pretoria. Das Concordia Seminary der Lutherischen Kirche–Missouri Synode in St. Louis (Missouri/USA) verlieh Klän 2019 den Grad eines Doctor of Letters (D.Litt.) ehrenhalber (Ehrendoktorwürde).

## Veröffentlichungen (Auswahl)
- Die evangelisch-lutherische Immanuelsynode in Preußen. Eine Kirchenbildung im Gefolge der ekklesiologischen Auseinandersetzungen im deutschen Luthertum des 19. Jahrhunderts. Frankfurt am Main 1985, ISBN 3-8204-8053-6 (Dissertation).
- Die evangelische Kirche Pommerns in Republik und Diktatur. Geschichte und Gestaltung einer preussischen Kirchenprovinz 1914–1945. Böhlau, Köln 1995, ISBN 978-3-412-04195-3 (Habilitation)
- Selbständige evangelisch-lutherische Kirchen östlich von Oder und Neiße. Eine Zwischenbilanz. Oberursel 1996, ISBN 3-921613-30-2.
- „Der dir helfen und dich mit allem Guten reichlich überschütten will“. Eine Katechismus-Meditation. Oberursel 2006, ISBN 3-921613-47-7.
- Grund-Sätze aus den evangelisch-lutherischen Bekenntnisschriften. Göttingen 2018, ISBN 3-8469-0204-7.
- mit Gilberto da Silva als Hrsg.: Lutherisch und selbstständig. Einführung in die Geschichte selbstständiger evangelisch-lutherischer Kirchen in Deutschland. 2. Auflage Göttingen 2020, ISBN 978-3-8469-0355-1.
- Die Entstehung der Grundordnung der Selbständigen Evangelisch-Lutherischen Kirche (SELK), in: Lutherische Theologie und Kirche 46 (2022), ISSN 0170-3846, S. 4–61.
- Die Gründungsgeschichte der Selbständigen Evangelisch-Lutherischen Kirche 1945–1972. Auf dem Weg zu verbindlicher Gemeinschaft konkordienlutherischer Kirchen in Deutschland. Mit Geleitwort von Jürgen Kampmann. Oberurseler Hefte Ergänzungsband 27, Göttingen 2023, ISBN 978-3-8469-0388-9.[2]
- mit Michael Schätzel als Hrsg.: Dienst an der Kirche durch Wort und Sakrament. Theologie und Kirche in konfessioneller und ökumenischer Verantwortung. Oberurseler Hefte Ergänzungsband 28, Göttingen 2023, ISBN 978-3-8469-0385-8.
- „Pacta sunt servanda“. Über kirchliche Ordnungen und ihre Verbindlichkeit, in: Lutherische Beiträge 29 (2024), S. 139–160.